# Bản tin KBS lúc 9 giờ
Bản tin KBS lúc 9 giờ hay KBS News 9 (Tiếng Hàn: KBS 뉴스 9) là bản tin thời sự chính phát sóng trên KBS1 mỗi tối lúc 9:00 KST. Chương trình được phát sóng toàn quốc tại Hàn Quốc và trên thế giới thông qua kênh KBS World. Các bản tin gồm có tin tức, thể thao, thời tiết, sức khoẻ, xã hội, và các chủ đề khác. Phát sóng lần đầu tiên vào 22 tháng 5 năm 1973.

## KBS Giải trí 925
KBS Giải trí 925 là bản tin phụ của KBS News 9 phát sóng giải trí Hàn Quốc và tin tức K-pop.

## KBS Thể thao 945
KBS Thể thao 945 là bản tin phụ của KBS News 9 phát sóng tin thể thao Hàn Quốc. Chỉ phát sóng tại Seoul khung giờ (21:45 KST) được sử dụng làm chương trình tin tức địa phương.

## Thời gian phát sóng
- 21:00 KBS1, KBS Prime, KBS Drama, KBS Joy, KBS W, KBS 24 News (Toàn quốc)
- 21:00 KBS World TV (Toàn cầu)

## Người dẫn chương trình
Choi Mun-jong và Park Ji-Won hiện đang phụ trách phiên bản các ngày trong tuần, trong khi Kim Hyun-Kyung và Park so-hyun chỉ đạo phiên bản cuối tuần. Nam Hyun-jong đưa tin thể thao vào các ngày trong tuần và Kim Sung-geun đưa tin vào cuối tuần. Dự báo thời tiết được Kang Ah-rang trình bày vào các ngày trong tuần và thứ Bảy, trong khi Noh Eun-ji thực hiện vào Chủ nhật.

## Logo

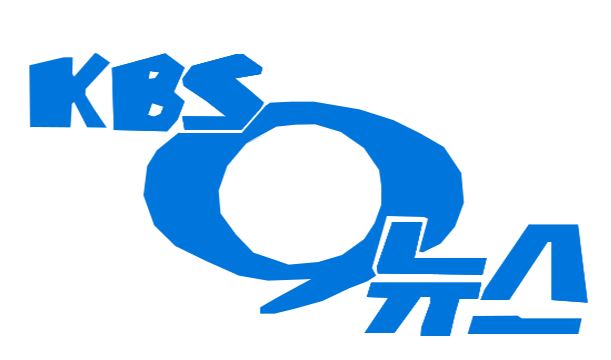
1982 ~ Tháng 10 năm 1984
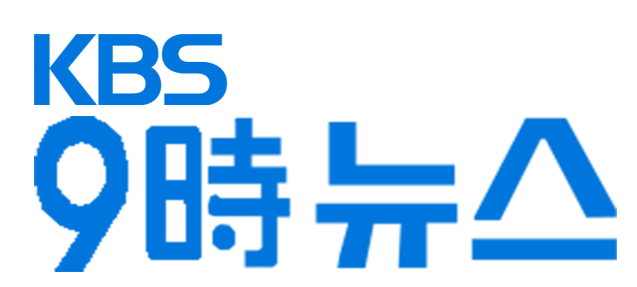
3 tháng 11 năm 1986 ~ 11 tháng 10 năm 1987
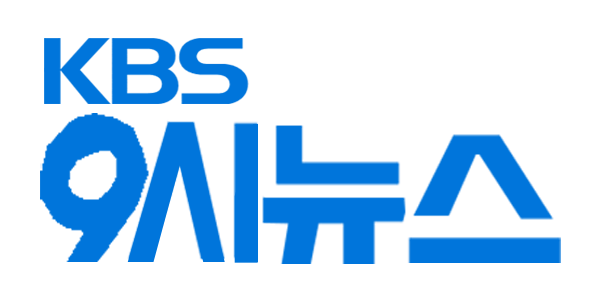
12 tháng 10 năm 1987 ~ 29 tháng 2 năm 1988
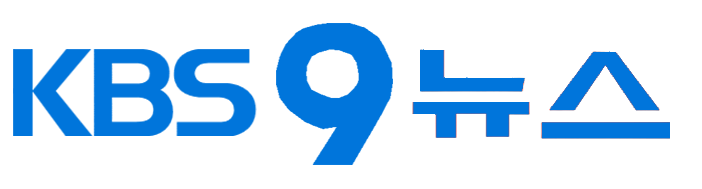
1 tháng 3 năm 1988 ~ 31 tháng 12 năm 1990
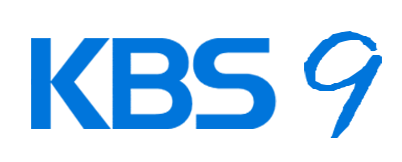
1 tháng 1 năm 1991 ~ 4 tháng 4 năm 1992
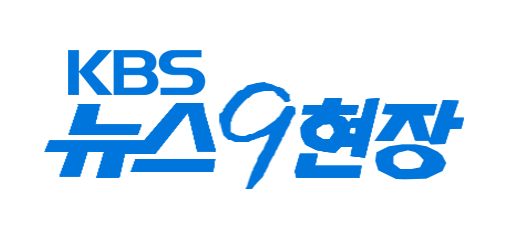
6 tháng 4 năm 1992 ~ 4 tháng 10 năm 1992
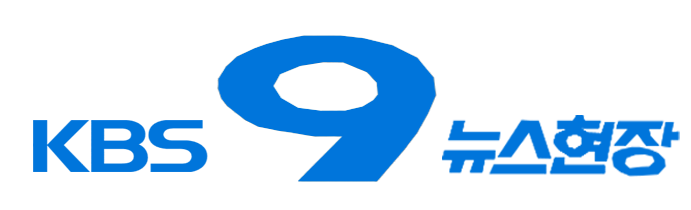
5 tháng 10 năm 1992 ~ 30 tháng 4 năm 1993
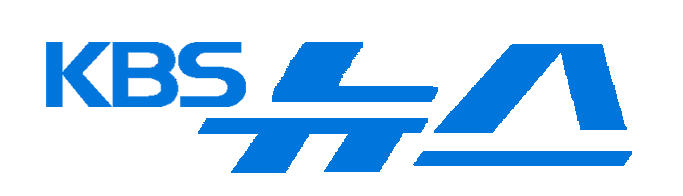
1 tháng 5 năm 1993 ~ 17 tháng 10 năm 1993
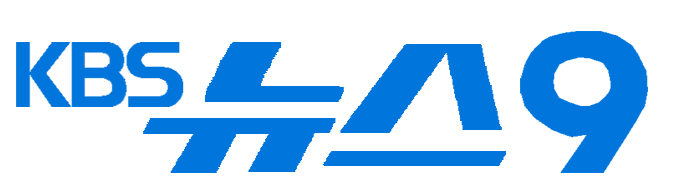
18 tháng 10 năm 1993 ~ 21 tháng 12 năm 1999
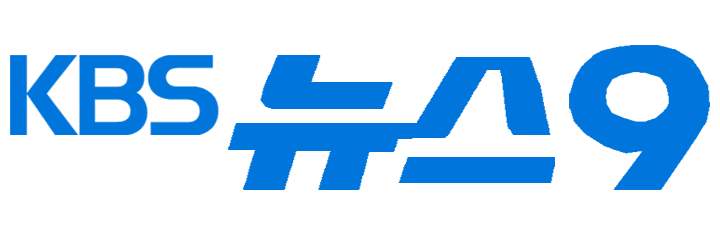
22 tháng 12 năm 1999 ~ 9 tháng 5 năm 2010
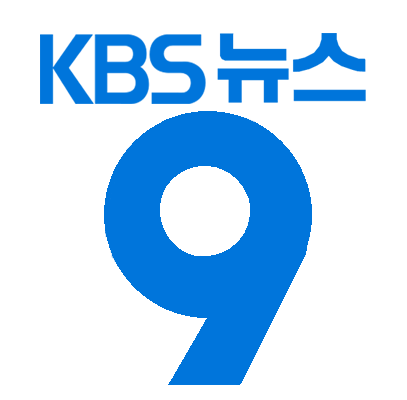
1 tháng 1 năm 2019 ~ 3 tháng 2 năm 2023
3 tháng 3 năm 2023 ~

## Liên kết
- KBS News 9 Official Site Lưu trữ ngày 5 tháng 8 năm 2012 tại Wayback Machine (tiếng Hàn)